# Julius Alexander Elwanger

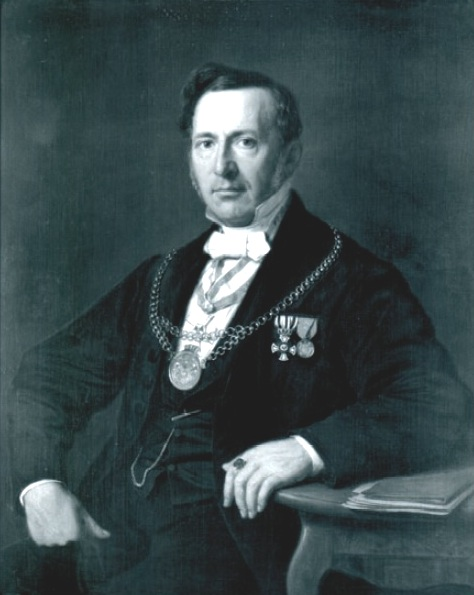
Julius Alexander Elwanger

Julius Alexander Elwanger (ur. w 1807, zm. 20 listopada 1878 w Berlinie) – pruski i niemiecki urzędnik, nadburmistrz Wrocławia od 1851 do 1863 .
Ukończył gimnazjum we Wrocławiu, a następnie studia prawnicze, które odbywał na uczelniach w Berlinie i Heidelbergu w latach 1826–1829. W latach 1847–1850 zajmował różne stanowiska urzędnicze we Wrocławiu. Urząd nadburmistrza sprawował od 24 września 1851 do 10 września 1863 r. Wspierał rozwój handlu i przemysłu we Wrocławiu. Za jego kadencji wprowadzona została nowa ordynacja miejska dla 6 prowincji pruskich (1853 r.), zwiększająca w mieście uprawnienia władz wykonawczych . Doszło też do otwarcia linii kolejowej Wrocław – Poznań (1856 r.) i zbudowania dworca kolejowego Wrocław Główny. Przed rokiem 1855 przeprowadzono pierwszą nowoczesną triangulację miasta , a następnie doszło do wytyczenia i zabudowy obecnej ulicy Piłsudskiego jako jednej z głównych ulic miasta. Zreformował magistrat wrocławski, pod koniec jego kadencji zaczęto budowę nowej siedziby władz miejskich. Po ustąpieniu z funkcji nadburmistrza w wyniku przegranych wyborów wyjechał do Kilonii, gdzie pracował m.in. jako wiceprezydent Rejencji , a od 1872 r. był tajnym nadradcą ministerstwa finansów w Berlinie . Po wojnie francusko-pruskiej został przewodniczącym Zarządu Fundacji Inwalidów Rzeszy (Reichsinvalidenfondsverwaltung). W pruskim Landtagu był członkiem Izby Panów .